# AllMusic
AllMusic, prej pod imenom All-Music Guide (AMG) je referenčno spletišče, ki zbira informacije o glasbenih izdajah in izvajalcih vseh glasbenih slogov. Od svoje ustanovitve leta 1991 je prerasel v izčrpno zbirko podatkov o glasbi, ki vključuje biografije izvajalcev, kronološke preglede, diskografije in recenzije.
Spletišče je ustvaril ameriški programer Michael Erlewine, ki je zbral prvih 200.000 vnosov in jih v elektronski obliki ponudil javnosti, poleg bolj konvencionalne knjižne izdaje, ki je izšla nekoliko kasneje. Prva različica je nastala še pred svetovnim spletom, kot imenik na univerzitetnem strežniku, dostopen prek protokola Gopher. Za izdajanje je kasneje ustanovil krovno podjetje All Media Guide (zdaj All Media Network), v okviru katerega sta nastali tudi zbirki podatkov o filmih AllMovies in o videoigrah AllGames.